# Remi Vanderschelden

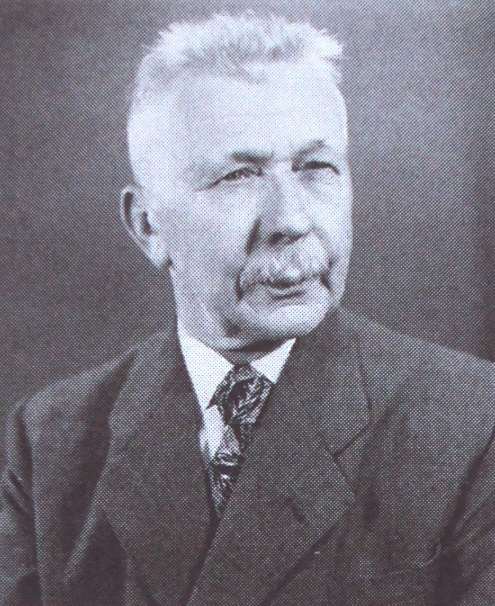
Remi Vanderschelden

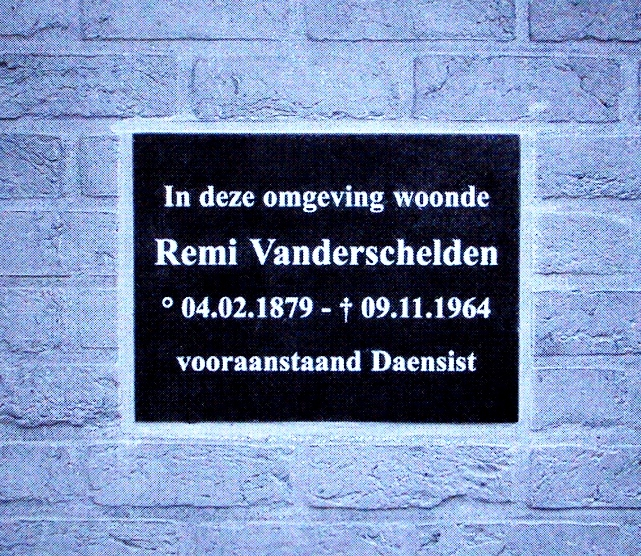
Gedenkplaat in de Kruisputstraat te Deerlijk

Remi Vanderschelden (Deerlijk, 4 februari 1879 – aldaar, 9 november 1964) was een Vlaamse politicus voor de Christene Volkspartij (uitvloeisel van het daensisme).

## De eerste politieke stappen
Door zijn bescheiden afkomst kende Remi Vanderschelden de noden van de werkman en de kleine zelfstandige.  Hij kwam al vroeg in contact met het Daensisme onder impuls van Hector Plancquaert, bezieler van de Christene Volkspartij voor Zuid-West-Vlaanderen.  Vooral de christelijke en Vlaamsgezinde koers van deze partij – in 1893 opgericht in de streek van Aalst – sprak hem aan.
Al in 1898 was er in Deerlijk een afdeling van de Christene Volkspartij actief, met bij de oprichters waarschijnlijk Remi Vanderschelden. Vanaf dan dook zijn naam op onder vele artikels in de daensistische weekbladen Het Recht en De Waarheid. Hoewel een vurig militant van zijn beweging voerde hij hierbij een zachte polemiek. Daarnaast was Vanderschelden redenaar op diverse verkiezingsmeetings.
Zowel in 1910 als in 1912 kwam hij op voor de Kamer van volksvertegenwoordigers, maar werd niet verkozen. In de periode 1912-1914 stonden Vanderschelden en de Kortrijkse dokter Gustaaf Doussy aan het hoofd van de daensistische beweging in Zuid-West-Vlaanderen. Zij maakten beiden ook deel uit van het “Middencomiteit” van de Christene Volkspartij, een bestuur bestaande uit de afgevaardigden van de diverse arrondissementen.

## Oprichting van een ziekenfonds
Ook op sociaal vlak was Vanderschelden actief. In 1913 richtte hij samen met Doussy te Kortrijk het Ziekenfonds Helpt Elkander op, dat vanwege de oorlog pas in 1920 officieel werd erkend. In datzelfde jaar werd een afdeling van dit ziekenfonds uitgebouwd in Deerlijk; deze afdeling zou actief blijven tot in 1981 en was daarmee de langst bestaande ziekenbond met daensistische wortels. Daarnaast stichtte hij een vakbond en een Vlaams Huis en probeerde een muziekkorps op poten te zetten.

## Vlaams oud-strijder
Tijdens de Eerste Wereldoorlog verbleef Vanderschelden vier jaar als soldaat aan het front. Dat versterkte na zijn terugkomst zijn Vlaamse overtuiging. Hij voelde zich hierin gesteund door zijn collega-oud-strijders en richtte te Deerlijk een afdeling op van de Vlaamse Oud-Strijders. Als oud-strijder was hij de perfecte bemiddelaar tussen de verschillende Vlaams-Nationale strekkingen. Ondertussen was hij wel Plancquaert en Doussy kwijtgeraakt: beiden waren naar Nederland uitgeweken wegens hun activisme tijdens de oorlog.

## Bescheiden succes en einde van de partij
Vanderschelden was medewerker van diverse weekbladen. Naast het reeds vernoemde Het Recht waren dit Het Werkerswelzijn, De Werkman en De Volkseeuw. Hij schreef tevens artikels voor o.m. De Gazet van Moeskroen.
In 1919, 1921 en 1925 stelde hij zich opnieuw kandidaat voor de parlementsverkiezingen en was van 1921 tot einde 1932 gemeenteraadslid. In dit laatste jaar was hij even provincieraadslid. De deelname aan de verkiezingen van 1932 en 1936 bracht voor de Christene Volkspartij een teleurstellend resultaat, zelfs met de teruggekeerde dokter Doussy als lijsttrekker voor deze twee verkiezingen. De kleine middenstands- en werkliedenpartij was uitgeteld en Vanderschelden trok zich terug uit het politieke leven.

## Hulde
In november 2003 werd te Deerlijk een gedenkplaat ingehuldigd ter ere van Remi Vanderschelden. Deze kwam er op aangeven van zijn goede vriend Albert Bruggeman. Ook de lokale afdeling van het Davidsfonds, de Stichting René De Clercq (nu René De Clercqgenootschap) en het Priester Daensfonds werkten mee aan dit initiatief.
Remi Vanderschelden is begraven op de begraafplaats Deerlijk Centrum, Blok E, perceel 82.